# Fieseler Fi 158
Fieseler Fi 158 byl předválečný německý jednomotorový dolnoplošný experimentální letoun s dřevěnou konstrukcí, dvojitou svislou ocasní plochou a zatahovacím podvozkem ostruhového typu. Vznikl v druhé polovině  30. let 20. století s cílem vyvinout systém rádiem řízeného dálkového ovládání, který měl být použit pro letecké terče Fi 157. Jediný vyrobený letoun dostal označení Fi 158V1.
Letoun byl zachycen na fotografiích s imatrikulací D-EAEN. Je, ale také spojován s imatrikulací KD+NY.
Letoun byl zničen během bombardování.

## Specifikace
Technické údaje dle

### Technické údaje
- Posádka: 1
- Rozpětí: 7 m
- Délka: 6,6 m
- Výška: 1,7 m
- Plocha křídel: 17 m²
- Prázdná hmotnost: 494 kg
- Vzletová hmotnost: 646 kg
- Pohonná jednotka: 1x vzduchem chlazený šestiválcový invertovaný řadový motor Hirth HM 506 A o výkonu 160 k

### Výkony
- Maximální rychlost: 350 km/h
- Dostup: 6 700 m
- Dolet: 370 km